# Lyne Sogn
Lyne Sogn er et sogn i Skjern Provsti (Ribe Stift).
I 1800-tallet var Lyne Sogn, der hørte til Nørre Horne Herred i Ringkøbing Amt, anneks til Kvong Sogn, som hørte til Vester Horne Herred i Ribe Amt. Trods annekteringen var Lyne en selvstændig sognekommune. Den blev ved kommunalreformen i 1970 indlemmet i Egvad Kommune, som ved strukturreformen i 2007 indgik i Ringkøbing-Skjern Kommune.
I Lyne Sogn ligger Lyne Kirke.
I sognet findes følgende autoriserede stednavne:
- Glibstrup (bebyggelse, ejerlav)
- Knude Hede (areal, bebyggelse, ejerlav)
- Kvong Hede (areal)
- Lyne (bebyggelse, ejerlav)
- Lyne-Husted (bebyggelse, ejerlav)
- Nørhede (bebyggelse, ejerlav)
- Nørhede Plantage (areal)
- Starbæk Mølle (ejerlav, mølle)
- Sønderdiger (bebyggelse, ejerlav)
- Uldbæk (bebyggelse, ejerlav)